# كاتالينا دياز فيلتشيز
كاتالينا دياز فيلتشيز، مواليد 30 نيسان (أبريل) 1964 في مدينة مكسيكو، لاعبة رياضة مكسيكية من ذوي الاحتياجات الخاصة، متخصصة في رياضة القوة. فازت بالميدالية البرونزية في الألعاب البارالمبية الصيفية 2016 والتي أقيمت في ريو دي جانيرو كما شاركت في الألعاب الأولمبية الصيفية 2004.

## السيرة الذاتية
بدأت كاتالينا برفع الأثقال ضمن برنامج النظام الوطني للتنمية المتكاملة للأسرة في مكسيكو سيتي في سن 21. وسبب إعاقتها هو إصابتها بشلل الأطفال. تأثرت كاتالينا بالرياضيين أنا غابرييلا غيفارا وإدواردو ناخيرا، ومايكل جوردن. وتنتسب كاتالينا إلى اتحاد الرياضات المكسيكي للكراسي المتحركة.

## مهنتها الرياضية
تمكّنت في ألعاب ريو دي جانيرو البارالمبية عام 2016 من رفع 117 كغم في فئة 86 كغم. في أثينا 2004، فازت بالميدالية البرونزية بعد رفع 110 كغم في فئة 67.5 كغم.